# Фритредерство
Фритре́дерство (англ. free trade «свобо́дная торго́вля»), манче́стерство (по названию школы) — направление в экономической теории, политике и хозяйственной практике, провозглашающее свободу торговли и невмешательство государства в экономику и предпринимательскую деятельность общества.
На практике свобода торговли обычно означает отсутствие высоких экспортных и импортных пошлин, а также немонетарных ограничений на торговлю, например, квот на импорт определённых товаров и субсидий для местных производителей определённых товаров. Сторонниками свободной торговли являются либеральные партии и течения.
Одной из ранних теорий торговли был меркантилизм, возникший в Европе в XVI веке. В XVIII веке протекционизм был подвергнут резкой критике в трудах Адама Смита,
учение которого можно считать теоретической основой свободной торговли. В XIX веке взгляды Смита получили более полное развитие в трудах Давида Рикардо. Логическое завершение концепции экономического либерализма, освещение практик его современного применения проходило в манчестерской школе.
Основным посылом развития «свободной торговли» явилась возникшая в XVIII веке необходимость сбыта избыточного импортированного в экономику капитала развитыми странами (Англия, Франция, далее США) с целью избегания обесценивания денег, инфляции, а также для экспорта произведённого товара в страны-участники и колонии.

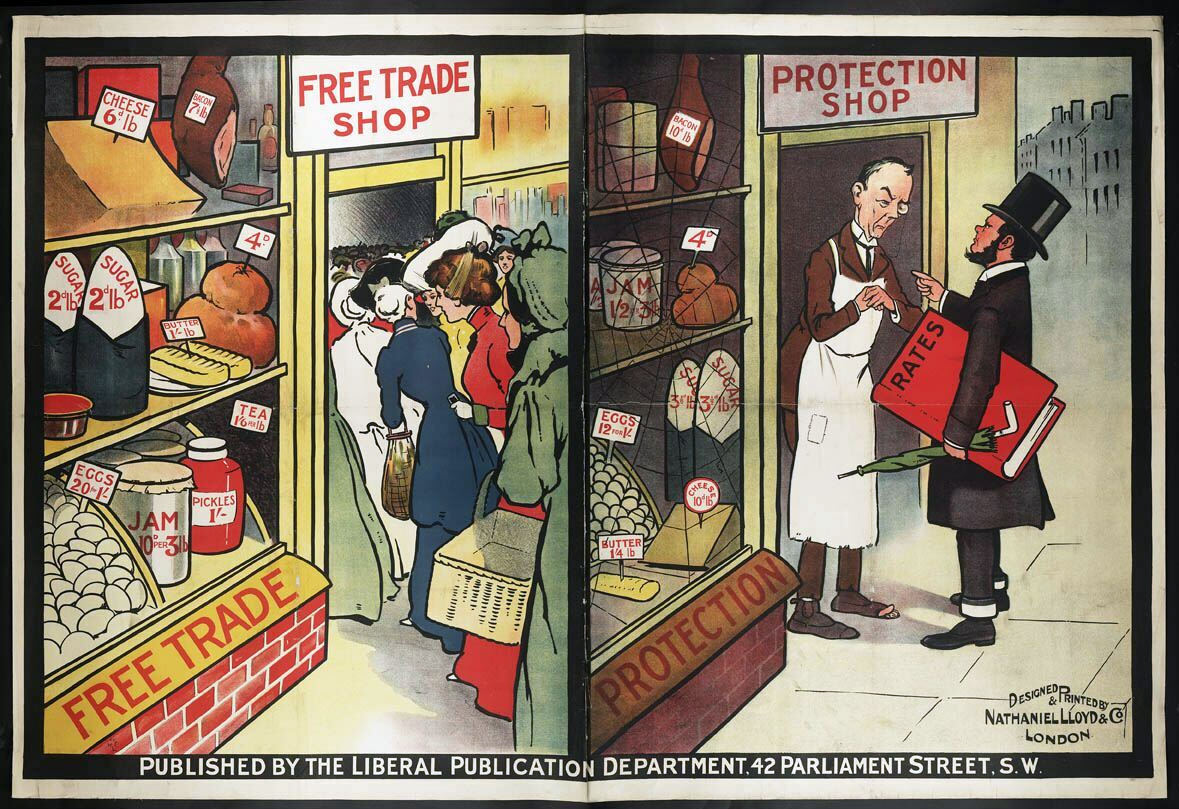
Плакат британской Либеральной партии начала XX века, агитирующий за свободу торговли: слева покупатели стремятся попасть в магазин, где, благодаря свободе торговли, товары продаются по низким ценам, а справа в магазин, где товары продаются по высоким ценам из-за высоких таможенных пошлин, никто не приходит.

## История

### Ранняя эпоха
Понятие свободной торговой системы, охватывающей множество суверенных государств, зародилось в зачаточной форме в Испанской империи XVI века. Американский юрист Артур Нуссбаум отмечал, что испанский богослов Франсиско де Витория был «первым, кто сформулировал понятия (хотя и не термины) свободы торговли и свободы морей». Витория сделал это дело в соответствии с принципами jus gentium. Однако именно два первых британских экономиста Адам Смит и Давид Рикардо позднее развили идею свободной торговли в её современной и узнаваемой форме.
Экономисты, выступавшие за свободную торговлю, считали, что именно торговля является причиной экономического процветания некоторых цивилизаций. Например, Смит указал на рост торговли как на причину расцвета не только средиземноморских культур, таких как Египет, Греция и Рим, но также Бенгалии (Восточной Индии) и Китая. Великое процветание Нидерландов после отказа от испанского имперского правления и проведения политики свободной торговли сделало спор о свободной торговле/меркантилизме самым важным вопросом в экономике на протяжении веков. Политика свободной торговли на протяжении столетий боролась с меркантилистской, протекционистской, изоляционистской, социалистической, популистской и другими политиками.
К XVIII веку Османская империя проводила либеральную политику свободной торговли, начало которой было положено капитуляциями Османской империи, начиная с первых торговых договоров, подписанных с Францией в 1536 году и продолженных капитуляциями в 1673 году, в 1740 году, когда пошлины на импорт и экспорт были снижены всего до 3 %. Османская политика свободной торговли была высоко оценена британскими экономистами, выступающими за свободную торговлю, такими как Джон Мак-Куллох в своем коммерческом словаре (1834). Однако она подверглась критике со стороны британских политиков, выступающих против свободной торговли, таких как премьер-министр Бенджамин Дизраэли, который цитировал Османскую империю как «пример ущерба, нанесенного безудержной конкуренцией» в дебатах по хлебным законам 1846 года, утверждая, что она разрушила то, что было «одним из лучших производителей мира» в 1812 году.
Торговля в колониальной Америке регулировалась Британской торговой системой посредством навигационных актов. До 1760-х годов мало кто из колонистов открыто выступал за свободную торговлю, отчасти потому, что правила не были строго соблюдены (Новая Англия славилась контрабандой), но также и потому, что колониальные купцы не хотели конкурировать с иностранными товарами и судоходством. По мнению историка Оливера Дикерсона, стремление к свободной торговле не было одной из причин Американской революции. «Мысль о том, что основные торговые практики XVIII века были ошибочными, — писал Дикерсон, — не была частью мышления революционных лидеров».
Свободная торговля пришла в США в результате Войны за независимость. После того как британский парламент издал запретительный акт, блокирующий колониальные порты, Континентальный Конгресс в ответ фактически провозгласил экономическую независимость, открыв американские порты для внешней торговли 6 апреля 1776 года. По словам историка Джона У. Тайлера, «торговля РИ была навязана американцам, нравится им это или нет».
В марте 1801 года Папа Пий VII приказал провести некоторую либерализацию торговли, чтобы противостоять экономическому кризису в папских областях с помощью motu proprio Le più colte. Несмотря на это, экспорт национальной кукурузы был запрещен для обеспечения продовольствием папских государств.
В Британии свободная торговля стала одним из центральных принципов, практиковавшихся после отмены хлебных законов в 1846 году. Крупномасштабная агитация была спонсирована Лигой против хлебных законов. В соответствии с Нанкинским договором Китай открыл пять договорных портов для мировой торговли в 1843 году. Первое соглашение о свободной торговле, договор Кобдена-Шевалье, было заключено в 1860 году между Англией и Францией, что привело к последовательным соглашениям между другими странами Европы.

Многие классические либералы, особенно в Великобритании XIX и начала XX века (например, Джон Стюарт Милль) и в США на протяжении большей части XX века (например, Генри Форд и госсекретарь Корделл Халл), считали, что свободная торговля способствует миру. Вудро Вильсон включил риторику свободной торговли в свою речь «Четырнадцать пунктов» 1918 года:
Таким образом, программа мира во всем мире — это наша программа; и эта программа, единственно возможная программа, все, что мы видим, — это следующее: […] 3. Устранение, насколько это возможно, всех экономических барьеров и установление равных условий торговли между всеми странами, согласными на мир и объединяющимися для его поддержания.
Согласно историку экономики Дугласу Ирвину, распространенный миф о торговой политике Соединенных Штатов Америки заключается в том, что низкие тарифы вредили американским производителям в начале XIX века, а затем высокие тарифы превратили США в Великую промышленную державу в конце XIX века. Обзор экономистом книги Ирвина 2017 года Clashing over Commerce: A History of US Trade Policy:
Политическая динамика приведет к тому, что люди увидят связь между тарифами и экономическим циклом, которой там не было. Бум принесет достаточно доходов, чтобы тарифы упали, а когда наступит спад, возникнет давление, чтобы снова поднять их. К тому времени, когда это произойдет, экономика будет восстанавливаться, создавая впечатление, что снижение тарифов вызвало крах, а обратное вызвало восстановление. Ирвин также методично развенчивает идею о том, что протекционизм сделал Америку великой индустриальной державой, — идею, которая, как полагают некоторые, дает сегодня уроки развивающимся странам. Поскольку его доля в мировом производстве выросла с 23 % в 1870 году до 36 % в 1913 году, то, по общему признанию, высокие тарифы того времени привели к затратам, оцениваемым примерно в 0,5 % ВВП в середине 1870-х гг. В некоторых отраслях они могли бы ускорить развитие на несколько лет. Но американский рост в период протекционизма был больше связан с его обильными ресурсами и открытостью для людей и идей.
По словам Пола Байроха, с конца XVIII века США были «родиной и бастионом современного протекционизма». Фактически США никогда не придерживались принципа свободной торговли вплоть до 1945 года. По большей части Джефферсонианцы решительно выступали против этого. В XIX веке такие государственные деятели, как сенатор Генри Клей, продолжили тему Александра Гамильтона в Партии вигов под названием «Американская система». Оппозиционная Демократическая партия участвовала в нескольких выборах на протяжении 1830-х, 1840-х и 1850-х годов, отчасти из-за вопроса о тарифах и защите промышленности. Демократическая партия выступала за умеренные тарифы, используемые только для государственных доходов, в то время как виги выступали за более высокие защитные тарифы для защиты привилегированных отраслей промышленности. Экономист Генри Чарльз Кэри стал ведущим сторонником американской экономической системы. Против этой меркантилистской американской системы выступили Демократическая партия Эндрю Джексона, Мартина Ван Бюрена, Джона Тайлера, Джеймса Полка, Франклина Пирса и Джеймса Бьюкенена.

Молодая Республиканская партия во главе с Авраамом Линкольном, который называл себя «тарифным вигом Генри Клея», решительно выступала против свободной торговли и ввела 44-процентный тариф во время Гражданской войны, частично для оплаты железнодорожных субсидий и военных усилий, а частично для защиты привилегированных отраслей промышленности. Уильям Мак-Кинли (впоследствии ставший президентом США) изложил позицию Республиканской партии (которая побеждала на всех президентских выборах с 1868 по 1912 год, за исключением двух не последовательных сроков правления Гровера Кливленда) следующим образом: 
При свободной торговле продавец является хозяином, а производитель — рабом. Защита — это всего лишь закон природы, закон самосохранения, саморазвития, обеспечения высшей и лучшей судьбы рода человеческого. Говорят, что защита безнравственна. Ведь если защита накапливается и возвышает 63 000 000 [жителей США] людей, то влияние этих 63 000 000 людей возвышает весь остальной мир. Мы не можем сделать ни одного шага на пути прогресса, не принося пользы всему человечеству. Ну, они говорят: «покупайте там, где можно купить самое дешёвое»…. Конечно, это относится к труду, как и ко всему остальному. Позвольте мне дать вам максимум, который в тысячу раз лучше этой защиты: «покупайте там, где вам легче всего заплатить. И именно на этом клочке земли труд получает свои высшие награды.» 
В межвоенный период в Соединённых Штатах Америки утвердился экономический протекционизм, наиболее известный в форме тарифного акта Смута-Хоули, который экономисты приписывают продолжению и распространению Великой депрессии по всему миру. С 1934 года либерализация торговли стала осуществляться на основе Закона О взаимных торговых соглашениях.

### После Второй мировой войны
После окончания Второй мировой войны, отчасти из-за размеров промышленности и начала Холодной войны, Соединённые Штаты Америки часто выступали за снижение тарифных барьеров и свободную торговлю. США помогли создать Генеральное соглашение по тарифам и торговле, а затем и Всемирную торговую организацию, хотя в 1950-х годах они отвергли более ранний вариант — Международную торговую организацию. С 1970-х годов правительства Соединённых Штатов Америки ведут переговоры по соглашениям о регулируемой торговле, таким как Североамериканское соглашение о свободной торговле 1990-х годов, Соглашение о свободной торговле между США, Центральной Америкой и Доминиканской Республикой подписанное в 2006 году и ряд двусторонних соглашений (например, с Иорданией).
В Европе шесть стран образовали Европейское объединение угля и стали в 1951 году, которое в 1958 году стало Европейским экономическим сообществом (ЕЭС). Двумя основными задачами ЕЭС были развитие общего рынка, впоследствии переименованного в единый рынок, и создание Таможенного союза между его государствами-членами. После расширения членского состава ЕЭС в 1993 году стала Европейским Союзом. Европейский Союз, который в настоящее время является крупнейшим в мире единым рынком, заключил соглашения о свободной торговле со многими странами по всему миру.

### Современная эпоха
Большинство стран мира являются членами Всемирной торговой организации, которая определённым образом ограничивает, но не устраняет тарифы и другие торговые барьеры. Большинство стран также являются членами региональных зон свободной торговли, которые снижают торговые барьеры между участвующими странами. Европейский союз и Соединенные Штаты Америки ведут переговоры о Трансатлантическом торговом и инвестиционном партнерстве. Первоначально возглавляемые США 12 стран, имеющих границы с Тихим океаном, в настоящее время ведут частные переговоры вокруг Транстихоокеанского партнерства, которое рекламируется странами-участниками переговоров как политика свободной торговли. В январе 2017 года президент Дональд Трамп вывел США из переговоров по Транстихоокеанскому партнерству.

#### Степень свободы торговой политики
Свободная торговля может применяться как к торговле услугами, так и к торговле товарами. Неэкономические соображения могут препятствовать свободной торговле, поскольку страна может поддерживать свободную торговлю в принципе, но запрещать определённые наркотики (такие как алкоголь) или определённые виды практики (такие как проституция) и ограничивать международную свободную торговлю.
Тем не менее определённая степень протекционизма является нормой во всем мире. Большинство развитых стран поддерживают спорные сельскохозяйственные тарифы. С 1820 по 1980 год средние тарифы на промышленные товары в двенадцати индустриальных странах колебались от 11 до 32 %. В развивающихся странах средние тарифы на промышленные товары составляют примерно 34 %. Американский экономист К. Фред Бергстен разработал велосипедную теорию для описания торговой политики. Согласно этой модели, торговая политика динамично нестабильна в том смысле, что она постоянно стремится либо к либерализации, либо к протекционизму. Чтобы предотвратить падение с велосипеда (недостатки протекционизма), торговая политика и многосторонние торговые переговоры должны постоянно педалировать в сторону большей либерализации. Для достижения большей либерализации лица, принимающие решения, должны апеллировать к большему благосостоянию потребителей и более широкой национальной экономике, а не к более узким местным интересам. Однако Бергстен также утверждает, что необходимо также компенсировать проигравшим в торговле и помочь им найти новую работу, поскольку это одновременно уменьшит негативную реакцию против глобализации и мотивы для профсоюзов и политиков призывать к защите торговли.
Отбрасывая эту лестницу, экономист по вопросам развития Ха Чжун Чхан рассматривает историю политики свободной торговли и экономического роста и отмечает, что многие из ныне промышленно развитых стран имели значительные барьеры в торговле на протяжении всей своей истории. Соединенные Штаты Америки и Великобритания, которые иногда считались родиной политики свободной торговли, всегда использовали протекционизм в той или иной степени. Великобритания отменила хлебные законы, которые ограничивали импорт зерна в 1846 году в ответ на внутреннее давление и снизила протекционизм для производителей только в середине XIX века, когда её технологическое преимущество было на пике, но тарифы на промышленную продукцию вернулись к 23 % к 1950 году. США поддерживали средневзвешенные тарифы на промышленную продукцию примерно на 40-50 % вплоть до 1950-х годов, дополненные естественным протекционизмом высоких транспортных издержек в XIX веке. Наиболее последовательными практиками свободной торговли были Швейцария, Нидерланды и в меньшей степени Бельгия. Чхан описывает ориентированную на экспорт индустриализацию политики Четырех азиатских тигров как «гораздо более сложную и отлаженную, чем их исторические аналоги».

## Особенности
Политика свободной торговли может способствовать следующим особенностям:
- Торговля товарами без налогов (включая тарифы) или других торговых барьеров (например, квоты на импорт или субсидии производителям).
- Отсутствие «искажающей торговлю» политики (такой как налоги, субсидии, нормативные акты или законы), которая дает некоторым фирмам, домохозяйствам или факторам производства преимущество перед другими.
- Нерегулируемый доступ на рынки.
- Нерегулируемый доступ к рыночной информации.
- Неспособность фирм искажать рынки с помощью навязанной государством монополии или олигополии.
- Торговые соглашения, поощряющие свободную торговлю.

## Мнения

### Мнения экономистов
Литература, анализирующая экономику свободной торговли, чрезвычайно богата обширной работой, проделанной в области теоретических и эмпирических эффектов. Хотя она создает победителей и проигравших, широкое единодушие среди экономистов состоит в том, что свободная торговля — это чистая выгода для общества. В опросе американских экономистов 2006 года (83 респондента) «87,5 % согласны с тем, что США должны устранить оставшиеся тарифы и другие барьеры в торговле» и «90,1 % не согласны с предложением о том, что США должны ограничить работодателей от аутсорсинга работы в зарубежные страны».
Цитируя гарвардского профессора экономики Грегори Мэнкью, «некоторые предложения вызывают такой же консенсус среди профессиональных экономистов, как и то, что открытая мировая торговля увеличивает экономический рост и повышает уровень жизни».
Большинство экономистов согласятся с тем, что хотя увеличение отдачи от масштаба может означать, что определённая отрасль может обосноваться в определённой географической зоне без каких-либо серьёзных экономических причин, вытекающих из сравнительных преимуществ. Это не повод возражать против свободной торговли, поскольку абсолютный уровень производства, которым пользуются как победитель, так и проигравший, будет увеличиваться. Причем победитель получает больше, чем проигравший, но оба получают больше, чем раньше, на абсолютном уровне.

### Общественное мнение
Подавляющее большинство людей на международном уровне — как в развитых, так и в развивающихся странах — поддерживают торговлю с другими странами, но более разделены, когда речь заходит о том, считают ли они, что торговля создает рабочие места, повышает заработную плату и снижает цены. В странах с развитой экономикой 31 % опрошенных верят в то, что увеличение торговли увеличивает заработную плату, по сравнению с 27 %, которые считают, что международная торговля уменьшает заработную плату. В странах с развивающейся экономикой 47 % людей считают, что торговля повышает заработную плату, по сравнению с 20 %, имеющих противоположенную точку зрения. Существует положительная связь в размере 0,66 между средним темпом роста ВВП за 2014—2017 годы и процентом людей в данной стране, которые говорят, что торговля увеличивает заработную плату. Большинство людей, как в развитых, так и в развивающихся экономиках, считают, что международная торговля повышает цены. 35 % людей в странах с развитой экономикой и 56 % в странах с формирующейся экономикой считают, что торговля повышает цены, а 29 % и 18 %, соответственно, считают, что торговля снижает цены. Те, кто имеет более высокий уровень образования, скорее всего, чем те, кто имеет меньшее образование, поверят, что торговля снижает цены.

## Оппозиция
Социальные издержки, затраты и расходы свободной торговли обсуждаются учёными, правительствами и другими заинтересованными группами.
Аргументы в пользу протекционизма имеют экономические (торговля вредит экономике) или моральные (последствия торговли могут помочь экономике, но имеют другие вредные последствия для регионов) аспекты, а общий аргумент против свободной торговли состоит в том, что она является замаскированным колониализмом и империализмом. Моральная категория, в широком смысле, включает проблемы: неравенства доходов, деградации окружающей среды, детского труда и тяжёлых условий труда, гонки на выживание, наёмного рабства, усиления бедности в бедных странах, нанесения ущерба национальной обороне и принудительных культурных изменений. Теория рационального выбора предполагает, что люди часто рассматривают только затраты, которые они сами несут при принятии решений, а не расходы, которые могут нести другие.